# Inga alba
Inga alba là một loài thực vật có hoa trong họ Đậu. Loài này được (Sw.) Willd. miêu tả khoa học đầu tiên.